# Magnus Silny
Magnus Silny, Magnus Nielsson (Nilsson) (duń.) Magnus den Stærke, Magnus Nilsson (ur. 1106, zm. 4 czerwca 1134) – książę duński, król Szwecji panujący w Götalandzie od ok. 1125 do ok. 1130.
Syn króla duńskiego Nielsa Starego i Małgorzaty (zwanej Fredkulą), córki króla szwedzkiego Inge I Starszego i wdowy po królu norweskim Magnusie III.

## Życie i panowanie
Około roku 1118 za czasów panowania w Szwecji króla Inge II Młodszego niejaki Kol ogłosił się królem Gotów, którzy zamieszkiwali tereny Götalandu, co miało świadczyć o odrębności Szwedów (właściwych) od Gotów (już wcześniej Inge II Młodszy panował wspólnie ze swoim bratem Filipem). W następnych latach podział królestwa Szwedów i Gotów się utrwalił – gdy po 1120 królem Szwedów bez zgody wszystkich Gotów został Ragnvald Knaphövde, Goci na swego władcę wybrali Magnusa, który powołał się na swoje pochodzenia od króla Inge I. Po śmierci Rangvalda, zamordowanego prawdopodobnie przez Gotów, Magnus objął władzę również na obszarze Svealandu. Władza Magnusa w Szwecji nie trwała jednak długo, bo już po kilku latach, około 1130 pochodzący z Götalandu Sweker I Kolsson (być może syn owego Kola, króla Gotów) pokonał Magnusa i wygnał go do Danii.
W Danii Magnus zaangażował się w konflikt jaki powstał między jego ojcem Nielsem Starym a jego bratankami – Kanutem Lavardem i Erykiem II zwany Pamiętnym. Źródłem konfliktu było przejęcie całej władzy w Danii przez Nielsa Starego, który na czas nieobecności uczestniczącego w pielgrzymce do Ziemi Świętej króla Eryka I został regentem na czas małoletniości synów Eryka I, ale już po śmierci króla na Cyprze (1103) odsunął swoich bratanków od władzy i został jedynym władcą Danii. Prawdopodobnie jeszcze zanim Magnus stracił tron szwedzki, jego ojciec zaaranżował małżeństwo Magnusa z Ryksą, córką księcia Polski Bolesława Krzywoustego. Małżeństwo to miało wzmocnić pozycję Nielsa przed walką o koronę duńską z Kanutem Lavardem, który posiadając włości w Szlezwiku był lennikiem niemieckiego cesarza Lotara III. Dzięki sojuszowi Bolesław Krzywousty zyskał pomoc Magnusa w walkach o Pomorze Zachodnie, prowadzone przez Magnusa wojska duńskie w 1129 brały udział w zwalczaniu buntów Pomorzan pod wodzą księcia Warcisława I.
Tymczasem w Danii zbliżała się wojna domowa, bowiem wraz z osiągnięciem przez synów Eryka I wieku dojrzałego, Magnus uznał ich za zagrożenie dla swej pozycji następcy tronu i postanowił się pozbyć najstarszego z nich – Kanuta Lavarda. W styczniu 1131 Magnus zaprosił Kanuta do Ringsted, gdzie podstępnie go zamordował i przejął jego dobra w Szlezwiku. Zbrodnia Magnusa wywołała oburzenie, przez co na tingu w Ringsted został potępiony i musiał uchodzić z kraju. Zabójstwo Kanuta Lavarda wywołało wieloletnie walki pomiędzy bratem Kanuta – Erykiem II a Nielsem i Harald zwany Włócznią, drugim z braci Kanuta, który został ogłoszony współrządcą królestwa. Eryka II wspomogły wojska niemieckie i hrabiów Holsztynu. W tej sytuacji Magnus postanowił powrócić do Danii i poszukać sojusznika dla swoich planów zdobycia władzy. Jak wspomniano, Kanut Levard był cesarskim lennikiem, dlatego Magnus chcąc obłaskawić cesarza zapłacił mu olbrzymią kwotę 4 tysięcy grzywien, a następnie złożył mu hołd lenny w Halberstadt (1134). Magnus mógł mówić o wielkim sukcesie, gdy cesarz Lotar III przyjmując hołd postanowił podporządkować sobie Danię i jednocześnie koronował Magnusa na króla Danii. Następnie Lotar III po zawarciu pokoju z Nielsem Starym, który nadal sprawował faktyczną władzę w królestwie, wycofał swoje poparcie dla Eryka, który musiał uchodzić do Norwegii.
Mimo początkowych sukcesów Nielsa Starego i Magnusa sytuacja całkowicie się zmieniła gdy papież Innocenty II odebrał niezależność Kościołowi duńskiemu i mimo sprzeciwów Nielsa podporządkował duńską prowincję kościelną niemieckiemu arcybiskupstwu w Bremie. Dzięki temu Eryk zyskał poparcie duńskiego arcybiskupa Assera i bardzo prędko powrócił do Danii, gdzie 4 czerwca 1134 w bitwie pod Fodwig pokonał wojska Nielsa Starego. W trakcie bitwy zginął Magnus Silny. Jego ojciec zbiegł do Szlezwiku, gdzie na polecenie Eryka II w dniu 25 czerwca 1134 został zamordowany.
Synem Magnusa Silnego i Ryksy był późniejszy król Danii Kanut V (panował 1146-1157). Po śmierci Magnusa wdowa po nim wyszła za mąż za księcia nowogrodzkiego Włodzimierza z dynastii Rurykowiczów (z linii Monomachowiczów), a po śmierci drugiego męża powróciła do Skandynawii i jej trzecim mężem został Swerker I Starszy, który wcześniej pozbawił Magnusa korony królestwa Szwecji.

## Genealogia
| Swen II Estrydsen ur. ok. 1020 zm. w okr. 1074–1076 | Swen II Estrydsen ur. ok. 1020 zm. w okr. 1074–1076 |                                         |                                         | Gunhilda, Gyda lub Tore ? ur. ? zm. ? | Gunhilda, Gyda lub Tore ? ur. ? zm. ? |  |  | Inge I Starszy ur. ? zm. po 1112 | Inge I Starszy ur. ? zm. po 1112 |                           |                           | Helena ur. ? zm. ? | Helena ur. ? zm. ? |
|                                                     |                                                     |                                         |                                         |                                       |                                       |  |  |                                  |                                  |                           |                           |                    |                    |
|                                                     |                                                     |                                         |                                         |                                       |                                       |  |  |                                  |                                  |                           |                           |                    |                    |
|                                                     |                                                     | Niels Stary ur. ok. 1064 zm. 25 VI 1134 | Niels Stary ur. ok. 1064 zm. 25 VI 1134 |                                       |                                       |  |  |                                  |                                  | Małgorzata ur. ? ok. 1130 | Małgorzata ur. ? ok. 1130 |                    |                    |
|                                                     |                                                     |                                         |                                         |                                       |                                       |  |  |                                  |                                  |                           |                           |                    |                    |
|                                                     |                                                     |                                         |                                         |                                       |                                       |  |  |                                  |                                  |                           |                           |                    |                    |
|                                                     |                                                     |                                         |                                         |                                       |                                       |  |  |                                  |                                  |                           |                           |                    |                    |

|                     |                     | Ryksa Bolesławówna ur. 1116 zm. po 25 XI 1155 OO w okr. 1129–1130 | Ryksa Bolesławówna ur. 1116 zm. po 25 XI 1155 OO w okr. 1129–1130 | Magnus Silny (ur. 1106, zm. 4 VI 1134) | Magnus Silny (ur. 1106, zm. 4 VI 1134) |  |  |  |  |
|                     |                     |                                                                   |                                                                   |                                        |                                        |  |  |  |  |
|                     |                     |                                                                   |                                                                   |                                        |                                        |  |  |  |  |
|                     |                     |                                                                   |                                                                   |                                        |                                        |  |  |  |  |
| Mikołaj ur. ? zm. ? | Mikołaj ur. ? zm. ? | Kanut V ur. ? zm. 1157                                            | Kanut V ur. ? zm. 1157                                            |                                        |                                        |  |  |  |  |